# Abdicarea regelui Mihai
Lovitura de stat de la 30 decembrie 1947 (numită în istoriografia comunistă Proclamarea Republicii Populare Române sau Ziua Republicii) reprezintă acțiunea ilegală, de forță, petrecută în perioada 30 decembrie 1947 - 3 ianuarie 1948 prin care comuniștii români, sprijiniți de ocupanții militari sovietici, au impus Regelui Mihai prin amenințare semnarea unui act de abdicare, au proclamat Republica Populară Română (prin încălcarea constituției în vigoare la acea dată).

## Situația politică a țării în momentul loviturii de stat
La 23 august 1944, România a ieșit din alianța cu Germania nazistă, schimbând taberele în cel de-al doilea război mondial și realăturându-se aliaților ei vestici tradiționali: Marea Britanie, Franța, Statele Unite Ale Americii. Regimul mareșalului Ion Antonescu, loial politicii lui Hitler, a fost înlăturat brusc, s-a instalat un nou guvern, condus de generalul Constantin Sănătescu, iar politica externă a fost reorientată. Schimbarea s-a făcut la inițiativa Regelui Mihai și a unui grup restrâns de colaboratori apropiați. După înfăptuire, ea s-a bucurat de o susținere masivă din partea partidelor politice (Partidul Național Liberal,Partidul Național Țărănesc, Partidul Social Democrat și micul Partid Comunist Român), a Armatei și a marii majorități a populației, fiindcă corespundea intereselor majore ale națiunii: ieșirea cât mai rapidă dintr-un război deja pierdut, limitarea pierderilor umane și materiale, obținerea unor condiții de pace mai favorabile, netransformarea teritoriului țării în teatru de război.
Totuși, actul de la 23 august 1944 a avut drept consecință invadarea țării de către Armata Roșie (care nu ar fi putut fi, oricum, evitată). Cel puțin teoretic, sovieticii pătrundeau în România ca aliați și, după 23 August, nu au mai avut loc ostilități între Armata Română și cea sovietică.
La 2 aprilie 1944 (deci, chiar înainte de schimbarea taberelor), ministrul de externe sovietic, Viaceslav Molotov a declarat că, dacă România va accepta condițiile de armistițiu dictate de Aliați, armata sovietică nu va căuta să modifice regimul politic și social existent atunci când va intra în țară - promisiune care, mai târziu, a fost încălcată flagrant.
După 23 August, Regele și guvernul Sănătescu au repus în funcțiune, cu toate greutățile, Constituția liberală din 1923 și regimul democratic parlamentar (au permis funcționarea normală a partidelor politice, care fuseseră oficial dizolvate sub regimul Antonescu). Respectarea condițiilor de armistițiu era supravegheată de Comisia Aliată de Control (cea sovietică, cu sediul la București), din care făceau parte câte un reprezentant american, britanic și sovietic. Cu toate acestea, din cauza ocupării militare a țării de către sovietici și a acordului de procentaj (despre care România nu avea cunoștință la acea dată), voința delegatului rus în Comisie a predominat, iar viața politică a degenerat rapid spre abuzuri și dictatură, după modelul stalinist.
La 6 martie 1945, reprezentantul sovietic Andrei Vîșinski a impus Regelui, prin amenințare cu forța militară, înlocuirea guvernului condus de generalul anticomunist Nicolae Rădescu cu un guvern-marionetă, dominat de comuniști și pro-sovietic, condus de „boierul roșu” Petru Groza.
În august 1945, din cauza numeroaselor abuzuri ale guvernului Groza, Regele a cerut demisia acestuia. Pentru prima dată în istoria constituțională a României, un guvern refuză să plece de la putere la cererea Suveranului. Ca urmare, în perioada august 1945 - ianuarie 1946, Regele declanșează „greva regală”, refuzând să semneze legile emise de guvernul Groza (conform Constituției din 1923, puterea legislativă este exercitată colectiv de către Rege și Adunările Legislative, deci legile nesancționate și nepromulgate sub semnătura regală nu intrau, legal, în vigoare. Procedând astfel, Regele nu își depășea prerogativele, căci articolul 88 din Constituție spunea, printre altele, că Regele „poate refuza sancțiunea sa”).
La 8 noiembrie 1945, cu ocazia sărbătorii Sf. Arhangheli Mihail și Gavriil, ziua onomastică a Regelui, în Piața Palatului din București are loc o mare demonstrație anticomunistă și pro-monarhistă, prin care populația — în special elevii, studenții și membrii partidelor istorice — își manifesta pașnic nemulțumirea față de regimul comunist și sprijinul pentru tânărul suveran (de 24 de ani), privit ca ultimul garant al democrației. Cu această ocazie are loc — pe același tipic ca și mineriadele de mai târziu — o agresiune a muncitorilor și a activiștilor BND împotriva demonstranților, cu răngi de fier, loviri cu camionul în mulțime și alte violențe. Încăierările rezultate au oferit organelor de poliție pro-guvernamentale pretextul de a aresta masiv demonstranții anticomuniști și de a-i închide pentru cel puțin doi ani, fără ca împotriva lor să se formuleze vreo acuzație legală clară. Cel puțin 1.100 dintre aceștia se aflau încă în închisoare în decembrie 1947, viața lor fiind folosită ca „monedă de schimb” în șantajul asupra regelui, pentru ca acesta să semneze actul neconstituțional de abdicare.
La 19 noiembrie 1946, alegerile ținute în România au fost masiv falsificate de către guvernul Groza: în locul Partidului Național Țărănesc, care câștigase de fapt (având ca simbol electoral „ochiul”), a fost declarat câștigător Blocul Național Democrat, care se compunea din Partidul Comunist și alte câteva partide-satelit și avea ca simbol electoral „soarele”.
În iulie 1947, are loc înscenarea de la Tămădău: liderii țărăniști sunt arestați. În noiembrie Partidul Național Țărănesc este dizolvat, iar Partidul Național Liberal, nemaiputând funcționa, se autodizolvă.
Singurele obstacole care mai rămăseseră în calea puterii abuzive depline a regimului comunist erau Constituția liberală din 1923 și Monarhia.

## Evenimentele de la 30 decembrie 1947

### Contextul loviturii de stat

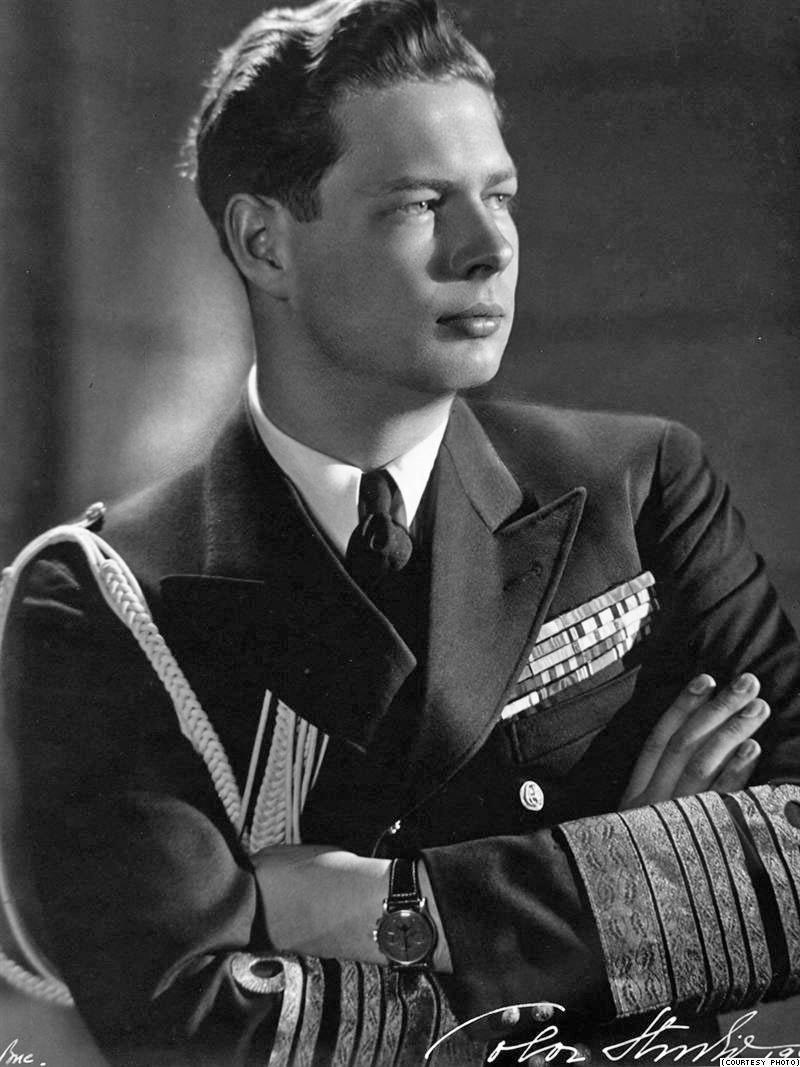
Majestatea Sa Regele Mihai I în 1947

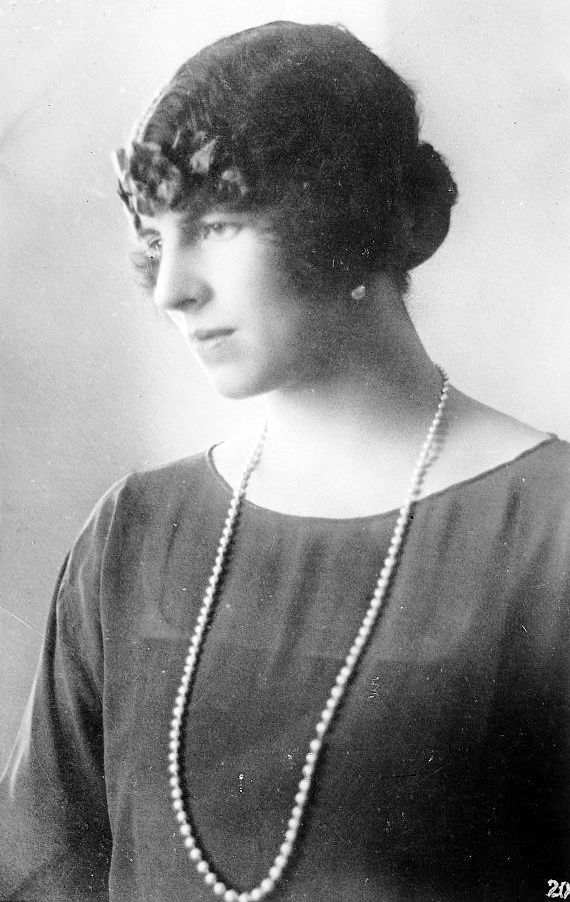
Majestatea Sa Regina-mamă Elena a României

Palatul Elisabeta, scena loviturii de stat

În luna noiembrie 1947, Majestatea Sa Regele Mihai și Regina-mamă Elena sunt invitați la nunta Principesei Elisabeta a Marii Britanii, cu  Prințul Filip (între cele două Familii Regale există apropiate legături de rudenie). Conform uzanțelor, pentru a răspunde invitației, Regele cere acordul guvernului Groza și, spre surprinderea sa, îl primește cu mare grabă și solicitudine. Plecarea are loc pe 12 noiembrie 1947, de pe Aeroportul Băneasa, cu avionul (pilotat alternativ de comandorul Traian Udriski și de Rege), în prezența tuturor miniștrilor, foarte entuziaști: cu mare probabilitate, comuniștii sperau că Regele va folosi prilejul pentru a nu se mai întoarce în țară.
În cursul ceremoniilor - care au durat aproape o lună - Familia Regală română a locuit la hotelul Claridge's din Londra, unde tânărul Rege a făcut cunoștință cu Principesa Ana de Bourbon-Parma, viitoarea sa soție, dintr-o veche familie regală franceză. Cei doi s-au îndrăgostit repede și, după câtva timp, Regele a formulat o cerere în căsătorie pentru tânăra Principesă.
La revenirea în țară - care a avut loc cu trenul, în Gara Regală Băneasa - Regele și Regina-mamă au fost întâmpinați foarte rece - până la nepolitețe - de aceiași miniștri ai guvernului comunist Petru Groza. La primirea oficială, Lucrețiu Pătrășcanu a refuzat să dea mâna cu Regele, mimând că este atent în altă direcție.
Conform prevederilor Statutului Familiei Regale, pentru a se căsători, Regele avea nevoie de acceptul Guvernului (în condiții normale, o simplă formalitate). Totuși, cererea sa, formulată după revenirea în țară, a fost refuzată.
În seara zilei de 29 decembrie 1947, Familia Regală se găsea la Sinaia, la Castelul Foișor. Aflat la masă, Regele a primit două telefoane succesive din București, de la Dimitrie Negel, mareșalul Palatului, care îi comunica că Primul-ministru Petru Groza dorește neapărat o audiență a doua zi dimineața, la ora 10, la Palatul Elisabeta, „pentru a discuta o chestiune de familie” (pe atunci, Palatul Elisabeta din Parcul Herăstrău, locuința mătușii Regelui, era folosit ca singura reședință regală disponibilă în București, Palatul Regal din Calea Victoriei fiind încă grav avariat de bombardamentele germane din 24 august 1944, iar Casa Nouă fiind complet distrusă de aceleași bombardamente).
Estimând că va fi vorba despre proiectul căsătoriei sale, Regele a acceptat cererea, deși felul imperativ cum fusese formulată reprezenta o încălcare flagrantă  a protocolului (un ministru nu fixează întâlniri Suveranului, ci solicită o audiență, sosind la ora la care i se comunică; însă astfel de greșeli de politețe elementară erau frecvente la demnitarii comuniști).

### Alungarea Regelui: un act de șantaj terorist
A doua zi, Regele (la volan) și Regina-mamă, însoțiți de aghiotantul regal Jacques Vergotti, au părăsit Sinaia, pentru a se întâlni la ora 10:00 cu Petru Groza, în București.
La sosirea la Palatul Elisabeta, aghiotantul Vergotti a observat că Garda Regală, care asigura paza locuinței, fusese înlocuită prin surprindere cu militari din Divizia Tudor Vladimirescu, instruiți în URSS și fideli comuniștilor. Aghiotantul nu a mai putut însă să reacționeze, fiind el însuși arestat de un grup de doi tineri militanți comuniști, care se găseau în număr mare în parcul din jurul Palatului.
La ora fixată, Regele a coborât personal de la etaj, pentru a-i deschide ușa lui Groza. Neanunțat, acesta venise însoțit de ministrul Gheorghe Gheorghiu-Dej - o altă încălcare a protocolului, fiindcă nu se puteau aduce persoane străine la întâlnirea dintre Suveran și Primul-ministru, mai ales neinvitate. În locuință se găseau - în afară de Regina-mamă Elena, care participa la discuția „de familie” - doar Mircea Ionnițiu, secretar personal și fost coleg de școală al Regelui.

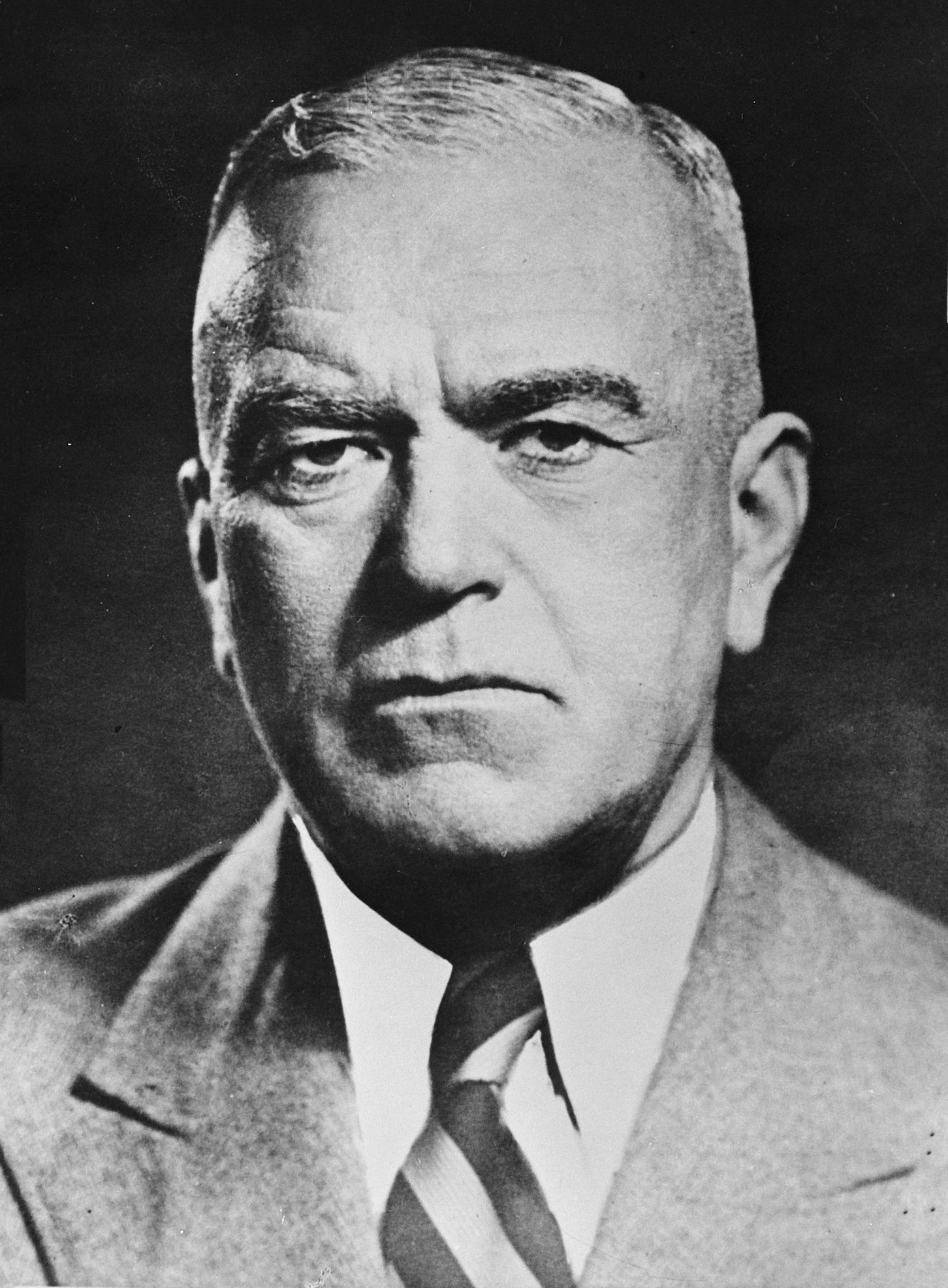
Petru Groza, primul prim-ministru comunist al României

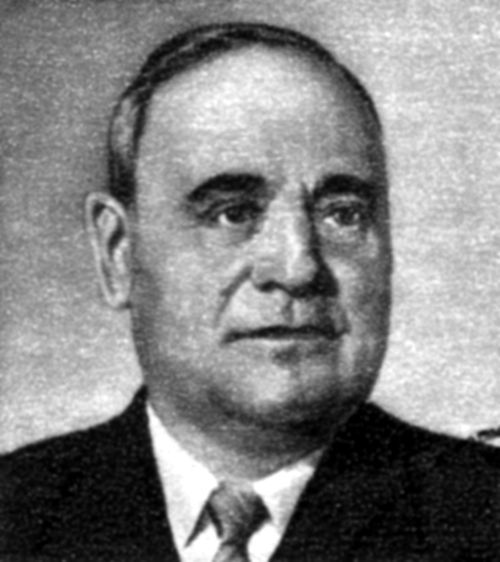
Gheorghe Gheorghiu-Dej, ministru al Comerțului în guvernul comunist condus de Petru Groza

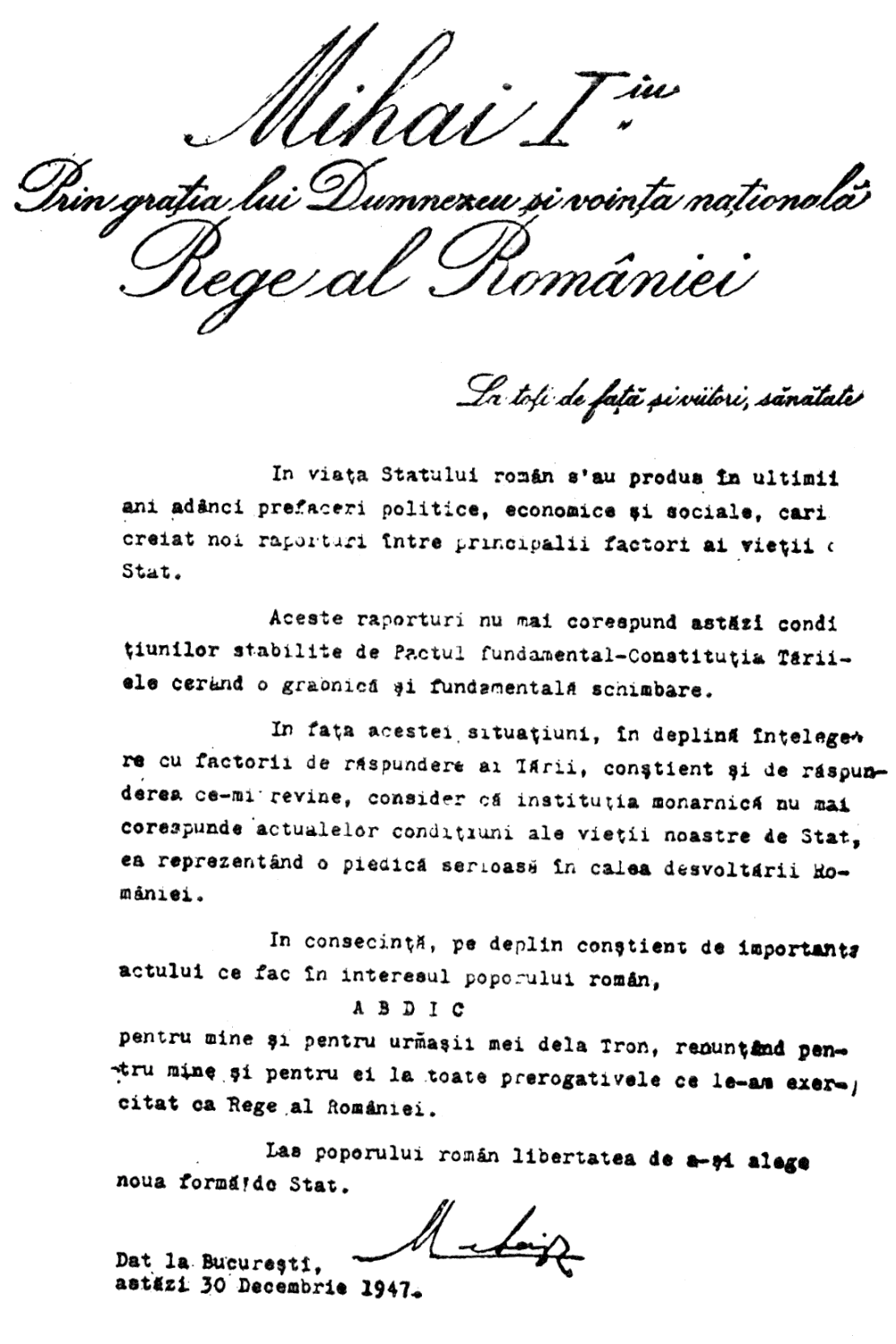
Actul de abdicare a Regelui Mihai I

În salonul aflat la etaj, Petru Groza a început discuția arătând că „a sosit momentul unui divorț amiabil între țară și monarhie”; el a scos dintr-o mapă un act de abdicare gata scris, pe care i-a solicitat Regelui să-l semneze (documentul nu respecta formularea uzuală a decretelor regale, arătând prin însăși aceasta că este un fals, întocmit de persoane străine). Regele a protestat, arătând că schimbarea formei de guvernământ nu se poate face decât la dorința expresă națiunii române și cu respectarea exactă procedurilor democratice prevăzute de Constituție, care ar fi trebuit, apoi, validate printr-un referendum. De asemenea, actul gata scris ce fusese prezentat Regelui era incorect din punct de vedere juridic, fiindcă prevedea că acesta „renunță la Tron pentru sine și pentru urmașii săi” (fără mandat expres, nimeni nu poate renunța la ceva în numele altcuiva); în plus, eventuala renunțare la Tron a Regelui Mihai I nu însemna, automat, și abolirea Monarhiei, ci numai trecerea Coroanei la următoarea persoană din linia de succesiune.
Răspunsul delegației comuniste a fost că „nu e timp pentru astfel de proceduri” („graba” era urmarea presiunii politice a Moscovei, care dorea să înlăture monarhia). Regele a cerut un răgaz pentru lectura atentă a actului; retrăgându-se în biroul său și consultându-se cu Ionnițiu, a aflat că Palatul e complet izolat, fiindcă legăturile telefonice fuseseră tăiate. Secretarul regal a subliniat faptul că un atentat reușit la viața Regelui ar înlătura orice șansă de normalizare a situației, pe când o semnătură pusă pe un act ilegitim ar mai fi putut fi îndreptată, fiindcă Regele se bucura de o uriașă susținere populară și întreaga națiune ar fi știut că actul de abdicare a fost smuls prin forță. Informații parvenite ulterior au arătat că, în înțelegere cu comuniștii români, ocupanții militari sovietici mișcau pe străzile Bucureștiului tancuri destinate să înspăimânte populația și, pe stadionul aflat lângă Arcul de Triumf, fusese amplasată chiar și o baterie de artilerie ațintită asupra Palatului Elisabeta.
Revenit în salon, Regele refuza, în continuare, să semneze actul de abdicare (deși, între timp, Petru Groza se lăudase în fața Reginei cu un pistol pe care-l avea în haină, adus „ca să nu pățească ca Antonescu, la 23 August”). Ca argument ultim, delegația comunistă a amenințat cu împușcarea imediată a 1.100 de tineri (în majoritate studenți) ce se aflau în închisori încă de la manifestația din 8 noiembrie 1945. Astfel, Regele a fost constrâns să semneze, spunând: „Nu va curge sânge din cauza mea!”
După semnarea actului, Familiei Regale i s-a pus în vedere să nu încerce să ia legătura cu nimeni și să plece cât mai repede la Castelul Peleș, unde o „comisie de inventariere” numită de guvernul comunist avea să ia în primire toate proprietățile regale (în graba sa de a confisca „averea Regelui”, conducerea comunistă a amestecat de-a valma, în decretul de naționalizare, atât proprietăți personale ale membrilor Familiei Regale, cât și bunuri care aparțineau Domeniilor Coroanei, adică Statului; Statul comunist confisca, astfel, bunuri care îi aparțineau deja).
Se poate observa că data loviturii de stat a fost atent aleasă de comuniștii români și sprijinitorii lor, în perioada de sărbătoare dintre Crăciun și Anul Nou, într-un moment cu vreme de iarnă, când atenția majorității populației României era îndreptată spre sărbători și activități de familie curente.

### Frauda parlamentară: proclamarea Republicii Populare Române
Pentru a da o aparență de legalitate loviturii de stat, comuniștii au convocat în grabă, chiar în seara zilei de 30 decembrie 1947, o ședință a Adunării Deputaților, care să hotărască înlăturarea Monarhiei și să proclame Republica Populară Română (camera superioară a Parlamentului țării, Senatul, nu mai exista, probabil fiind considerată „burgheză”). Parlamentul aflându-se în vacanță parlamentară (20 decembrie - 20 ianuarie), iar deputații fiind plecați în circumscripții (pe vreme de iarnă), o adunare legal constituită (conform Constituției și Regulamentului Camerei) nu se putea face în aceeași zi, pentru că nu existau nici vreo hotărâre oficială de convocare a unei sesiuni extraordinare a Parlamentului, nici timpul material necesar pentru revenirea deputaților în București.
Totuși, adunarea cerută s-a făcut, sub președinția scriitorului Mihail Sadoveanu. Conform legii, Camera nu putea modifica Constituția, care prevedea și forma de guvernământ a statului. Pentru a da o aparență de „aglomerație” la lucrări, în sala Adunării Deputaților au fost invitați un număr de „tovarăși din popor, de încredere”, aleși aleator, „revoluționari” și entuziaști la ideea proclamării Republicii, care nu erau membri ai Parlamentului, deci nu aveau dreptul legal să voteze în locul membrilor Camerei. Chiar și așa, cvorumul necesar nu a fost atins, fapt care rezultă din procesul-verbal al ședinței.
Conform aceluiași proces-verbal, ședința a durat 45 de minute (o estimare simplă, pe baza datelor conținute în procesul verbal, arată că pentru vot ultrarapid ar fi fost necesare minimum 70 min). Nu s-a făcut apelul nominal al deputaților și nu s-a comunicat numărul deputaților prezenți. În schimb, au fost votate doar două legi (care nu fuseseră trecute pe ordinea de zi, nu fuseseră dezbătute în comisiile parlamentare și nici nu primiseră avizul Consiliului Legislativ, care nu fusese consultat).
Tot în ziua de 30 decembrie apare un număr special al ziarului „Scînteia”, organul oficial de presă al Partidului Comunist, în care este publicată Proclamația către țară, care se încheie cu:
„Să înălțăm noua formă de viață a statului nostru, Republica Populară Română, patria tuturor celor ce muncesc cu brațele și cu mintea, de la orașe și de la sate”.
Se încerca acreditarea ideii că schimbarea ordinii de stat ar fi fost inițiativa poporului român și nu a ocupanților sovietici. În acest sens, în seara zilei de 30 decembrie are loc în Piața Palatului o mică manifestație a susținătorilor comuniști, de „bucurie” pentru proclamarea Republicii. Se publică, de asemenea, în Monitorul Oficial (nr. 300 bis de marți 30 decembrie 1947) Legea No. 363 pentru constituirea statului român în Republica Populară Română și Legea No. 364 pentru numirea membrilor Prezidiumului Republicii Populare Române, ambele pretins votate în ședința din 30 decembrie 1947.

## Plecarea în exil a Familiei Regale cu Trenul Regal
Pe 3 ianuarie 1948, după lovitura de stat comunistă de la 30 decembrie 1947 care a determinat abdicarea forțată a Regelui Mihai, acesta a fost silit de noile autorități să părăsească România. Plecarea s-a făcut din Gara Regală de la Sinaia, în Trenul Regal, după detaliate și umilitoare controale de valori ce s-au făcut asupra bagajelor, asupra membrilor Familiei Regale și asupra personalului (singurele bunuri de valoare permise au fost patru automobile, proprietatea personală a Regelui, care au fost încărcate pe un vagon separat). Pe peron, Familia Regală și însoțitorii ei au mers la tren printre două șiruri de militari ce fuseseră instruiți să stea cu spatele la Rege, pentru a evita contactul vizual. La plecare, ușile și ferestrele Trenului Regal au fost închise (cu obloane, fără vizibilitate), sub strictă pază militară a autorităților comuniste. În tren, chiar și pâinea și fructele ce se găseau pe masa din vagonul destinat Reginei Elena au fost tăiate în bucăți, pentru a nu ascunde eventuale bijuterii sau alte obiecte personale de valoare.
Bill Lawrence, corespondentul ziarului New York Times în România, a dorit să asiste la plecarea Familiei Regale, dar acest lucru nu i-a fost permis de către noile autorități. El a insistat, privind evenimentele de pe o înălțime din apropiere; reportajul său despre eveniment a apărut în presa americană câteva zile mai târziu.
Pistolul care a fost confiscat de către gărzile comuniste aghiotantului regal Jacques Vergotti, la urcarea în tren, nu a mai fost înapoiat.
Trenul a oprit la Săvârșin, apoi a părăsit România pe la Curtici. Garnitura s-a îndreptat către secțiunea Vienei ocupată de armata americană (unde un ofițer american a intrat în vagon, salutând pe Rege și pe Regina mamă și confirmându-le că sunt liberi). Drumul a continuat apoi către Lausanne.

## Consecințele loviturii de stat de la 30 decembrie 1947
După lovitura de stat de la 30 decembrie 1947 și până la 13 aprilie 1948, țara s-a aflat într-o situație de vid constituțional, Constituția din 1923 fiind abrogată dintr-un act nelegal, de forță, lovit de nulitate juridică absolută. Unele decrete emise de guvernul Petru Groza au fost publicate în Monitoare Oficiale antedatate (29 decembrie 1947), continuându-se seria de falsuri. Adunarea Deputaților a continuat să legifereze fără bază legală, stabilindu-și propriile atribuții. La 13 aprilie 1948 a fost adoptată prima Constituție a României comuniste, cu aceeași „bază legală” discutabilă.

## Revenirea în țară a Familiei Regale
După Revoluția română din 1989, regimurile conduse de Ion Iliescu și Petre Roman au împiedicat revenirea în țară a Familiei Regale a României, în ciuda solicitărilor Regelui, cu excepția unei vizite de două zile din primăvara anului 1992 (care a făcut, după estimările oficiale, ca aproximativ un milion de oameni să iasă pe străzi, în întâmpinarea Regelui). Alte încercări ale acestuia de a face vizite în țară, cum a fost cea din preajma Crăciunului anului 1990, s-au soldat cu expulzarea la frontieră, sub pază armată.
Revenirea definitivă în țară a Familiei Regale s-a făcut în 1997, când guvernul Victor Ciorbea a anulat hotărârile guvernului Petru Groza prin care Regelui Mihai i se retrăgeau „cetățenia și naționalitatea (sic!) române”.

## Poziția Regelui față de actul abdicării și față de un posibil referendum. Succesiunea la Tronul României
După plecarea în exilul forțat, Regele a folosit fiecare prilej pentru a arăta autorităților străine adevărul legat de condițiile în care s-a produs lovitura de stat de la 30 decembrie 1947, subliniind faptul că evenimentele au avut loc cu încălcarea legii, într-o țară aflată sub ocupație militară străină și fără consultarea voinței națiunii române - care n-a fost niciodată întrebată. În unele dintre aceste demersuri de expunere publică a adevărului, el s-a lovit de reticența oamenilor politici din Vest - dornici să mențină relații politice de compromis, acceptabile, cu Rusia sovietică - precum și de infiltrările și propaganda susținută desfășurate de Securitatea comunistă. 
În 1991, întrebat de ziariști și memorialiști dacă pentru stabilirea formei de guvernământ a României post-decembriste este necesară, mai întâi, o consultare publică prin referendum, Regele a subliniat faptul că, pentru a avea valabilitate, legitimitate și continuitate istorică, orice nouă alegere privind organizarea Statului trebuie să se facă pornind de la prevederile Constituției din 1923, în vigoare în momentul alungării sale abuzive. Suveranul a răspuns scriitorului Mircea Ciobanu:
„Atacurile împotriva monarhiei și împotriva mea dovedesc că actualii conducători ai țării nu sunt siguri pe poziția lor. Ei știu mai bine decât toți că republica a fost instalată fără să se consulte părerea poporului. Acum vor s-o consulte, dar pentru a o determina să legitimeze vechea fraudă.”
„Când regii Olandei sau Norvegiei și-au părăsit țara din pricina nemților, au consultat poporul când s-au întors în țară? Ce să-l întrebe? Dacă între timp s-a obișnuit cu stăpânirea lui Hitler? Românii ar trebui să fie întrebați în acești termeni: Vreți voi să rămâneți cu o formă de guvernământ pe care v-au dat-o rușii în 1947?”
După revenirea în țară, petrecută în 1997, Regele Mihai și-a menținut aceeași poziție publică, arătând că numai cunoașterea întregului adevăr de către români și reînnodarea firului istoric acolo unde a fost brutal întrerupt (pornind de la baza legală a Constituției din 29 martie 1923) pot oferi legitimitate unei guvernări post-decembriste. El a exprimat și susținut ferm dreptul suveran al poporului român de a-și alege liber forma de guvernământ - monarhie constituțională sau republică - după o informare corectă, în cunoștință de cauză și cu respectarea legilor ce au fost încălcate la 30 decembrie 1947.
La 30 decembrie 2007, orele 12:00, la Castelul regal de la Săvârșin, exact în momentul simbolic când se împlineau 60 de ani de la data abdicării forțate, Majestatea Sa Regele Mihai I a ales să semneze documentul oficial intitulat „Normele Fundamentale ale Familiei Regale a României” (Statutul Casei Regale). Acest document juridic arată organizarea internă a Familiei Regale (ca instituție), stabilește regulile obligatorii ce trebuie respectate de fiecare membru și arată voința Regelui asupra felului cum trebuie modificată Constituția României în cazul în care Parlamentul va vota restaurarea formei de guvernământ monarhice.  Într-un astfel de caz, una dintre modernizările care trebuie aduse Constituției din 1923 este - în acord cu regulile internaționale actuale, folosite și de celelalte Case Regale europene -  acceptarea femeilor în succesiunea la Tron (după principiul primogeniturii cognatice cu preferință masculină). Prin Anexa 2 a acelorași „Norme Fundamentale”, Regele a exprimat dorința ca fiica sa cea mare, Alteța Sa Regală Principesa Margareta, care desfășura activități publice în interesul României încă din luna ianuarie 1990, să îi succeadă la Tron - ea având dreptul să poarte titlul de Regină imediat după moartea tatălui, „indiferent de poziția Familiei ca Dinastie domnitoare sau ne-domnitoare și indiferent dacă, mai târziu, va alege sau nu să nu folosească un asemenea titlu sau apelativ”.
Printr-un mesaj dat publicității la 1 martie 2016, Regele a anunțat retragerea sa din toate activitățile publice, transferând explicit aceste sarcini Principesei Margareta.
După moartea Regelui, survenită la 5 decembrie 2017, fiica sa cea mare, în poziția de șef al Familiei Regale, continuă să desfășoare activități publice de reprezentare a României, alături de alți membri ai Familiei (activitatea zilnică este consemnată detaliat pe blogul romaniregala.ro). Ea folosește titlul oficial de „Majestatea Sa Margareta, Custodele Coroanei)”, deși majoritatea celor care vin în contact cu Palatul se adresează folosind apelativul „Majestatea Sa Regina României”.